# Дубинин, Константин Михайлович
Константин Михайлович Дубинин — украинский режиссёр и педагог. Заслуженный деятель искусств РСФСР (1985), Заслуженный деятель искусств Украины (2016).
Самый молодой исполнитель в СССР роли Чацкого в пьесе А. Грибоедова «Горе от ума».

## Биография
Главный режиссёр Горьковского театра (ныне Нижегородского театра ) в 1971—1975.
Волгоградский театр
Окончил ГИТИС, актёрский курс, мастерская Гончарова. После окончания учёбы играл в Малом театре.
В настоящее время педагог КНУТКиТ им. Карпенко-Карого и режиссёр Театра на Липках.

## Постановки
Список спектаклей, поставленных на сцене Киевского ТЮЗа на Липках (1994—2010)
1. 03.04.1994 — О. Островский «Не від світу цого»
2. 23.04.1996 — Г. Ибсен «Геда Габлер»
3. 26.09.1997 — Г. Запольская «Моральність пані Дульскої»
4. 14.11.1998 — Нил Саймон «Твнцюй під власну дуду»
5. 10.02.1999 — А. Пушкин «Потоп»
6. 22.04.1999 — М. Твен «Пригоди Тома Сойера» (Киевская пектораль «за лучший детский спектакль»)
7. 24.05.2000 — Ж. -Б. Мольер «Міщанин-шляхтич»
8. 05.10.2000 — А. Лидгрен «Карлсон запрошує гостей»
9. 04.10.2001 — И.Франко «Лис Микита» (Киевская пектораль «за лучший детский спектакль»)
10. 20.12.2002 О.Островский «Вовки та…» — художественный руководитель постановки М.Михайличенка (Киевская пектораль «за лучший режиссёрский дебют»)
11. 25.04.2003 — Г. Ибсен «Ляльковий дім»
12. 20.11.2004 — М.Френкель «Придурок в стилі рококо»
13. 08.04.2006 — С.Маршак «Кицин дім» (Киевская пектораль «за лучший детский спектакль» — номинант)
14. 23.11.2006 — Неда Неждана «Химера»
15. 07.10.2008 — Л.Баум «Чарівник країни OZ»
16. 10.07.2009 — И.Карпено-Карый «Безталанна»
17. 11.06.2010 — А.Чехов «Роман доктора» (пьеса К.Дубинина)

## Ученики
- Кобзарь Александр
- Билоус Андрей
- Тыщук Евгений
- Белый Максим
- Цибань Анна
- Бандура Оксана
- Какарькин Максим
- Жилинская Виктория
- Самара Галина
- Лебедева Светлана
- Меженин Антон
- Шевченко Владислав[укр.]
- Савенков Сергей
- Колтовской Игорь